# Lycocerus magnius
Lycocerus magnius is een keversoort uit de familie soldaatjes (Cantharidae). De wetenschappelijke naam van de soort werd in 1986 gepubliceerd door Ishida.